# Tor di Quinto (Quartiere)

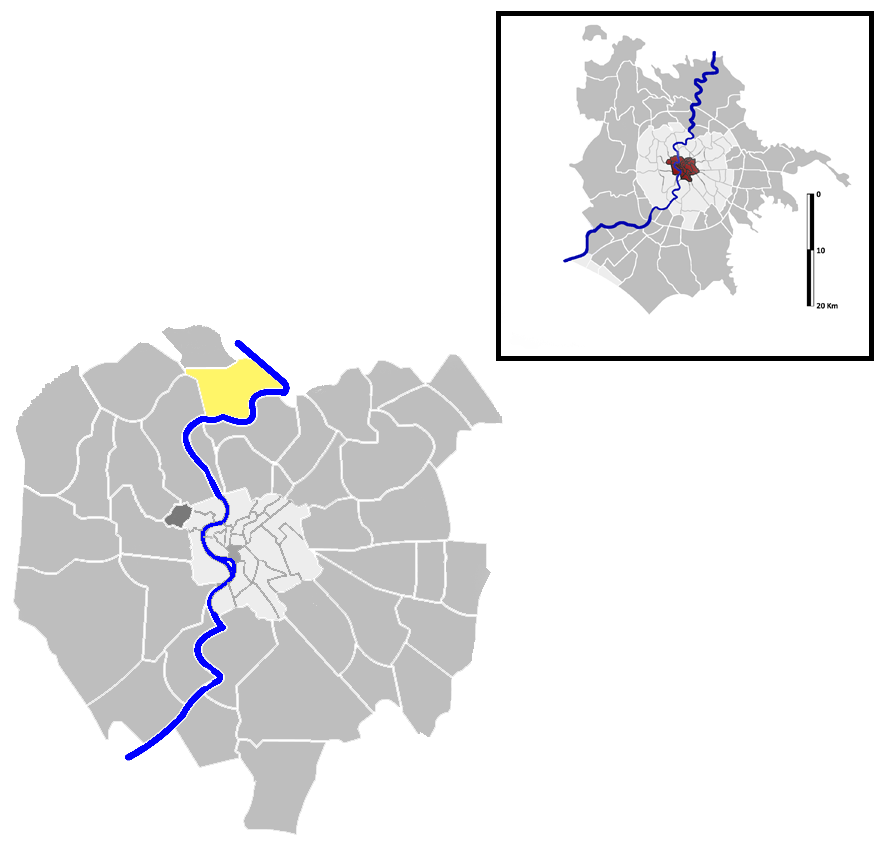
Lage von Tor di Quinto in Rom

Tor di Quinto ist ein Quartier im Norden der italienischen Hauptstadt Rom. Das Quartier wird als Q.XVII bezeichnet und ist Teil des Municipio XV (zuvor das alte Municipio XX). Es zählt 21.118 Einwohner und hat eine Fläche von 4,8870 km².
Es bildet die mit dem Code 20.a bezeichnete zone urbanistiche, mit 12.938 Einwohnern im Jahr 2010 und einer Fläche von 3,92 km².
Das Quartier Tor die Quinto erstreckt sich am Nordufer des Tiber östlich des Ponte Milvio bis zur Einmündung des Bachs Acqua Traversa, der die Nordgrenze bildet. Die westliche Grenze bildet die Via Cassia. Die Haupterschließungsstraßen bilden die Via Cassia Nuova und die Via Flaminia Nuova die vom Corso di Francia abzweigen. Der Stadtteil hat einen Bahnhof an der Bahnstrecke Roma Flaminio–Viterbo.

## Geschichte
Der Name des Quartiers leitet sich von einem mittelalterlichen Wachturm am fünften Meilenstein der Via Flaminia her. Seine Ruine befindet sich heute an der Viale di Tor di Quinto, Ecke Via Caprilli.
Am 1. März 1954 wurde die Vorstadt (Suburbio I.) Parioli in das Quartier Q.XVII Tor di Quinto und die neue Vorstadt Suburbio I. Tor di Quinto aufgeteilt. Bis dahin war das Gebiet fast unbewohnt und wurde vor allem als Weideland genutzt. Danach erlebte das Quartier eine dynamische Bebauung. Vor allem auf der sogenannten Collina Fleming entstand ab Ende der 1950er Jahre ein gehobenes Wohngebiet mit Mehrfamilienhäusern und Appartementhäusern.
Außerdem wurden einige militärische Einrichtungen angesiedelt, die einen großen Teil der Fläche einnehmen. Im äußersten Südwesten des Stadtteils, am Ponte Milvio, befindet sich heute ein beliebtes Ausgehviertel.

## Besondere Orte
- Preziosissimo Sangue di Nostro Signore Gesù Cristo
- San Gaetano
- Ponte Milvio